# Locrian
Locrian ist eine experimentelle Drone-Band, die Ende 2005 in Chicago gegründet wurde und derzeit sowohl in Chicago als auch in Baltimore ansässig ist. Die Band besteht aus Terence Hannum (Synthesizer, Gesang, Tape Loops), Steven Hess (Schlagzeug, Elektronik) und André Foisy (elektrische, akustische Gitarren, Tape Loops und Elektronik). In ihrer zehnjährigen Bandgeschichte haben Locrian sechs Studioalben, drei Split-Alben und zahlreiche Veröffentlichungen in limitierter Auflage herausgegeben.

## Bandgeschichte
Locrian wurde Ende 2005 von André Foisy und Terence Hannum gegründet, die zuvor gemeinsam in Unlucky Atlas gespielt hatten.
Foisy kommt ursprünglich aus dem Norden New Yorks, während Hannum aus Florida stammt. Die Gruppe hat während ihrer relativ kurzen Lebenszeit auf Labels wie „Small Doses“, „Bloodlust!“ und „At War with False Noise“, sowie auf dem eigenen Label „Land of Decay“ über 20 Aufnahmen veröffentlicht.
Im Jahr 2009 veröffentlichte die Band ihr erstes Studioalbum, Drenched Lands. Das Album wurde von der Chicago Tribune, dem Chicago Reader und dem Rock-A-Rolla Magazin gelobt. Locrian folgte der Veröffentlichung mit einer US-Tournee, einschließlich einer speziellen, von Pitchfork Media gesponserten Show No Mercy-Show in New York City. Ihre 2009er-Veröffentlichung Rain of Ashes enthält zwei 30-minütige Stücke, die live beim Radiosender WMUC der University of Maryland aufgenommen wurden. Das zweite Album, Territories, wurde 2010 veröffentlicht, in dem die Band eher Rock-orientiere Songs spielte. Außerdem hatten Mitglieder zahlreicher Bands Gastauftritte, darunter Mitglieder von Nachtmystium, Bloodyminded, Yakuza und Velnias. Im selben Jahr erschien dann noch ein drittes Album, The Crystal World, in dem der Schlagzeuger Steven Hess der Gruppe als festes Mitglied beitrat. Des Weiteren schrieben Locrian gemeinsam mit Genesis P-Orridge den Soundtrack zu Scott Treleavens Filmstück The Last 7 Words.
Neben seiner Aktivität in der Band ist Terence Hannum Installationskünstler, er war 2007 im Museum of Contemporary Art, Chicago, und 2010 im Peeler Art Center an Ausstellungen beteiligt. Hannum und Foisy lehrten früher am Columbia College Chicago. Derzeit unterrichtet Hannum an der Stevenson University.
Die Band wurde im Jahr 2012 von Relapse Records unter Vertrag genommen.
2013 erschien dann das erste Full-Length-Album unter Relapse, Return to Annihilation, welches von der Presse überwiegend positive Kritiken bekam. Pitchfork Media bezeichnete es als das bis dato provokanteste und einnehmendste Album der Band.
Am 25. Mai 2015 kündigte die Band das Konzeptalbum Infinite Dissolution an, welches am 24. Juli 2015 veröffentlicht wurde. Thematisch behandelt das Album Massenaussterben und den Klimawandel. Dabei wurde die Band von der Studie der Wissenschaftlerin Elizabeth Kolbert The Sixth Extinction inspiriert.

## Stil
Die Gruppe vereint Einflüsse aus verschiedenen Genres wie Ambient, Black Metal, Noise, Drone, Industrial und Elektronik
Metal.de beschreibt es als „Yoga mit experimentellem Black Metal“, bei dem eine „verstörende“, „böse“, teils aber auch hypnotische Stimmung entsteht.
Laut Vampster.com bestehen die Songs aus „wuchtigen Drummings, massiven Gitarrenriffs und markerschütterndem Geschrei“, die mit „einem enormen Reichtum an Synthesizern“ unterlegt werden.
Inspiration kommt laut der Band selbst aus dem Death Metal der 1990er Jahre, sowie aus dem Krautrock und von Bands wie One Eyed God, Prophecy, Yes, Genesis, Brian Eno und Robert Fripp. Die Texte und das Artwork beinhalten meist dystopische und apokalyptische Bilder.

## Diskografie

### Alben
- 2009: Drenched Lands (At War with False Noise, Small Doses)
- 2010: Territories (At War with False Noise, Basses Frequences, BloodLust!, Small Doses)
- 2010: The Crystal World (Utech Records)
- 2011: The Clearing (Fan Death Records)
- 2013: Return to Annihilation (Relapse Records)
- 2015: Infinite Dissolution (Relapse Records)
- 2022: New Catastrophisms (Profound Lore Records)

### Splits
- 2011: New Dominions (mit Horseback, Utech Records)
- 2012: Bless Them That Curse You (mit Mamiffer, Utech Records, Sige)
- 2012: Locrian & Christoph Heemann (mit Christoph Heeman, Handmade Birds)

### Live-Alben
- 2008: Greyfield Shrines (Diophantine Discs)
- 2008: Rhetoric of Surfaces (BloodLust!)
- 2008: Ruins of Morning (Plague Journal) (BloodLust!)
- 2009: Rain of Ashes (Fan Death Records)